# Sarepta (Luisiana)
Sarepta es un pueblo ubicado en la parroquia de Webster en el estado estadounidense de Luisiana. En el Censo de 2010 tenía una población de 891 habitantes y una densidad poblacional de 214,07 personas por km².

## Geografía
Sarepta se encuentra ubicado en las coordenadas 32°53′42″N 93°27′5″O / 32.89500, -93.45139. Según la Oficina del Censo de los Estados Unidos, Sarepta tiene una superficie total de 4.16 km², de la cual 4.15 km² corresponden a tierra firme y (0.19%) 0.01 km² es agua.

## Demografía
Según el censo de 2010, había 891 personas residiendo en Sarepta. La densidad de población era de 214,07 hab./km². De los 891 habitantes, Sarepta estaba compuesto por el 98.77% blancos, el 0.56% eran afroamericanos, el 0.22% eran amerindios, el 0% eran asiáticos, el 0% eran isleños del Pacífico, el 0.22% eran de otras razas y el 0.22% pertenecían a dos o más razas. Del total de la población el 1.35% eran hispanos o latinos de cualquier raza.

## Hijos ilustres
- Trace Adkins